# Liga de Túnez de balonmano
La Liga tunecina de balonmano es la primera competición de Túnez de balonmano. Se fundó en 1954.

## Palmarés
| Temporada | Campeón                           |
| --------- | --------------------------------- |
| 1955-1956 | Tunis Universitaire Club          |
| 1956-1957 | Tunis Universitaire Club          |
| 1957-1958 | USM Menzel Bourguiba              |
| 1958-1959 | Effort sportif                    |
| 1959-1960 | Effort sportif                    |
| 1960-1961 | Union sportive tunisienne         |
| 1961-1962 | ASPTT Tunis                       |
| 1962-1963 | Al Mansoura Chaâbia de Hammam Lif |
| 1963-1964 | Club athlétique du gaz            |
| 1964-1965 | Club africain                     |
| 1965-1966 | Club sportif de Hammam Lif        |
| 1966-1967 | Espérance sportive de Tunis       |
| 1967-1968 | Club africain                     |
| 1968-1969 | Espérance sportive de Tunis       |
| 1969-1970 | Club africain                     |
| 1970-1971 | Espérance sportive de Tunis       |
| 1971-1972 | Espérance sportive de Tunis       |
| 1972-1973 | Espérance sportive de Tunis       |
| 1973-1974 | Espérance sportive de Tunis       |
| 1974-1975 | Espérance sportive de Tunis       |
| 1975-1976 | Espérance sportive de Tunis       |
| 1976-1977 | Espérance sportive de Tunis       |
| 1977-1978 | Espérance sportive de Tunis       |
| 1978-1979 | Espérance sportive de Tunis       |
| 1979-1980 | Espérance sportive de Tunis       |
| 1980-1981 | Espérance sportive de Tunis       |
| 1981-1982 | Espérance sportive de Tunis       |
| 1982-1983 | Espérance sportive de Tunis       |
| 1983-1984 | Espérance sportive de Tunis       |
| 1984-1985 | Espérance sportive de Tunis       |
| 1985-1986 | Club africain                     |
| 1986-1987 | Club africain                     |
| 1987-1988 | Étoile sportive du Sahel          |
| 1988-1989 | Club africain                     |
| 1989-1990 | Club africain                     |
| 1990-1991 | Espérance sportive de Tunis       |
| 1991-1992 | Espérance sportive de Tunis       |
| 1992-1993 | Espérance sportive de Tunis       |
| 1993-1994 | El Makarem de Mahdia              |
| 1994-1995 | Espérance sportive de Tunis       |
| 1995-1996 | Étoile sportive du Sahel          |
| 1996-1997 | Espérance sportive de Tunis       |
| 1997-1998 | Club africain                     |
| 1998-1999 | Étoile sportive du Sahel          |
| 1999-2000 | Club africain                     |
| 2000-2001 | Club africain                     |
| 2001-2002 | Étoile sportive du Sahel          |
| 2002-2003 | Étoile sportive du Sahel          |
| 2003-2004 | Espérance sportive de Tunis       |
| 2004-2005 | Espérance sportive de Tunis       |
| 2005-2006 | Étoile sportive du Sahel          |
| 2006-2007 | Étoile sportive du Sahel          |
| 2007-2008 | Club africain                     |
| 2008-2009 | Espérance sportive de Tunis       |
| 2009-2010 | Espérance sportive de Tunis       |
| 2010-2011 | Étoile sportive du Sahel          |
| 2011-2012 | Espérance sportive de Tunis       |
| 2012-2013 | Espérance sportive de Tunis       |
| 2013-2014 | Espérance sportive de Tunis       |
| 2014-2015 | Club africain                     |
| 2015-2016 | Espérance sportive de Tunis       |
| 2016-2017 | Espérance sportive de Tunis       |
| 2017-2018 | Étoile sportive du Sahel          |
| 2018-2019 | Espérance sportive de Tunis       |
| 2019-2020 | Espérance sportive de Tunis       |
| 2020-2021 | Espérance sportive de Tunis       |
| 2021-2022 | Club africain                     |
| 2022-2023 | Espérance sportive de Tunis       |
| 2023-2024 | Espérance sportive de Tunis       |

## Palmarés por equipo
| Club                                        | Títulos |
| ------------------------------------------- | ------- |
| Espérance sportive de Tunis                 | 36      |
| Club africain                               | 13      |
| Étoile sportive du Sahel                    | 9       |
| Effort sportif                              | 2       |
| Tunis Universitaire Club                    | 2       |
| Al Mansoura Chaâbia de Hammam Lif           | 1       |
| Association sportive des PTT                | 1       |
| Club athlétique du gaz                      | 1       |
| Union sportive maritime de Menzel Bourguiba | 1       |
| Club sportif de Hammam Lif                  | 1       |
| El Makarem de Mahdia                        | 1       |
| Union sportive tunisienne                   | 1       |